# Канада във Втората световна война
Канада участва във Втората световна война на страната на Съюзниците от 10 септември 1939 година до края на войната.
Страната обявява война на Германия дни след нейното нападение срещу Полша и през следващите години взема участия на всички военни театри, но най-вече на Италианския и Западния фронт и в битката за Атлантика. За времето на войната 1,1 милиона канадци служат във въоръжените сили, като около 42 хиляди загиват, а други 55 хиляди са ранени.